# Alcacocha (Pasco)
Alcacocha (vjerojatno od kečuanskog allqa crno-bijelo jezero qucha) je jezero u Peruu smješteno u regiji Pasco, provinciji Daniel Alcides Carrion, okrug Tusi, i u provinciji Pasco, okrugu Simón Bolívar. Nalazi se 12 km od grada Cerro de Pasco.